# Histopona palaeolithica
Histopona palaeolithica är en spindelart som först beskrevs av Brignoli 1971.  Histopona palaeolithica ingår i släktet Histopona och familjen trattspindlar.
Artens utbredningsområde är Italien. Inga underarter finns listade i Catalogue of Life.